# Poarta Albă
Poarta Albă (literalment en romanès: Portal blanc) és un municipi del comtat de Constanța, Dobruja del Nord (Romania). Té una població de 4.790, segons el cens de 2002, dels quals el 97% romanesos i la majoria de la resta turcs i tàrtars. La comuna és un port al canal Danubi-Mar Negre.
A principis dels anys cinquanta, un camp de presoners va funcionar a Poarta Albă, part d'una cadena de camps de treballs forçats establerts al llarg del Canal per les autoritats comunistes. Uns 12.000 presoners van ser detinguts al camp de Poarta Albă. Molts van morir a causa de les dures condicions de treball. Segons un estudi del Centre Internacional d'Estudis sobre el Comunisme, el 12,7% de tots els presos polítics de la Romania comunista van fer algun temps a Poarta Albă.

## Pobles
Els pobles següents estan inclosos a la comuna de Poarta Albă:
- Poarta Albă (nom històric: Alakap, en turc: Alakapı)
- Nazarcea (nom històric: Galeşu entre 1930 i 1964, en turc: Nazarça)

## Demografia
Al cens de 2011, Poarta Albă tenia 4.792 romanesos (96,69%), 4 hongaresos (0,08%), 35 gitanos (0,71%), 53 turcs (1,07%), 55 tàrtars (1,11%), 5 lipovans (0,10%), 5 altres (0,10%), 7 amb ètnia no declarada (0,14%).